# Robert Aron
Robert Aron (25 de maio de 1898 - 19 de abril de 1975) foi um escritor francês autor de vários trabalhos na área política e histórica. 

## Trabalhos importantes
- Histoire de l'épuration, tome 2 : Des prisons clandestines aux tribunaux d'exception (septembre 1944 - juin 1949); Paris, Fayard, 1969.